# Michael Gudenkauf
Michael Gudenkauf (* 8. Juli 1984 in Vechta) ist ein deutscher Jazzmusiker (Kontrabass, Komposition).

## Leben und Wirken
Gudenkauf studierte von 2004 bis 2010 zunächst Jazzgitarre, dann Kontrabass an der Hochschule für Musik, Theater und Medien Hannover bei Detlev Beier. Von 2007 bis 2008 war er Mitglied im Bundesjazzorchester unter der Leitung von Bill Dobbins und Jiggs Whigham. 2013 wurde er als Bassist für die sog. Bundesjazzwerkstatt ausgewählt. Mit seiner Bands Wortklang vertonte er Gedichte der Lyrikerin Monika Rinck; in seiner Gruppe Zweite Wahl spielte er experimentellen Zirkusjazz.  Zusammen mit Eike Wulfmeier leitet er seit 2018 ein Quartett mit Jesse van Ruller und Christian Schoenefeldt.
Gudenkauf trat regelmäßig bei Jazzfestivals auf (z. B. Internationale Jazzwoche Burghausen, Leverkusener Jazztage, Fusion Festival, Jazzfest München, Jazzfestival Konstanz u. a.) und arbeitete mit Musikern wie Jesse van Ruller, Barry Guy, Ekkehard Jost, Kalle Kalima, Frederik Köster und Frank Delle. Er gehörte zur Bigband Fette Hupe.
Gudenkauf hat seit 2018 einen Lehrauftrag an der Hochschule für Musik, Theater und Medien Hannover und wurde 2022 als Honorarprofessor bestellt. Zwischen 2015 und 2019 war er Direktor der Musikschule des Landkreises Cloppenburg; seitdem leitet er die Musikschule Lohne.

## Preise und Auszeichnungen
Mit „Malte Schiller’s Red Balloon“ erhielt Gudenkauf 2012 den Europäischen Burghauser Nachwuchs-Jazzpreis. Weiterhin wurde er dreimal mit dem niedersächsischen Jazzpreis „Winning Jazz“ ausgezeichnet. 2009 war er mit dem JMW-Quintett Finalist des „Future Sounds“ Wettbewerbs.

## Diskographische Hinweise
- Dirk Piezunka Quartett Here, There And Everywhere, Starfish Music 2007
- Flindt’s Tones Playground, Jardis Records 2007
- Roman Rofalski / Michael Gudenkauf Schnittmengen, 2009[10]
- JMW Quintett Morphing, Konnex Records 2009, mit Jörn Marcussen-Wulff, Nils Brederlow, Eike Wulfmeier, Timo Warnecke
- Michael Gudenkauf’s Zweite Wahl Kleinstadtgeschichten, 2010
- Anja Ritterbusch Quartett When Night Is Almost Gone, A-Jazz 2010
- Oli Poppe Trio Tadgh’s Trip, Itchy Dog Records 2012
- Arne Pünter Band Die großen Gefühle, Hey!jazz 2013
- Oli Poppe Trio Zwielicht, Itchy Dog Records 2013
- Nico Finke’s Bad Surprise, Art of Groove 2015
- Fette Hupe Godchild, Unit Records 2015
- Oli Poppe Trio Wyfenbeschyk, Itchy Dog Records 2018
- Oli Poppe Trio TV Nostalgia, Itchy Dog Records 2018
- Van Ruller | Wulfmeier | Gudenkauf | Schoenefeld Personality Standards Vol. 1, Fattoria Musica 2019
- Oli Poppe Trio feat. Frank Delle Amaurology, Itchy Dog Records 2021